# National Park Service
De National Park Service (NPS) is een Amerikaans federaal agentschap dat bevoegd is met het beheer van alle nationale parken, verschillende nationale monumenten en een aantal andere eigendommen. Het agentschap werd op 25 augustus 1916 door het Amerikaanse Congres opgericht en valt onder het ministerie van Binnenlandse Zaken. Er werken zo'n 22.000 werknemers bij de National Park Service, die 397 "eenheden" beheren, waarvan 58 nationale parken.

## Geschiedenis
Oorspronkelijk werden de nationale parken en monumenten afzonderlijk beheerd, onder het toezicht van het ministerie van Binnenlandse Zaken. De roep om een onafhankelijk agentschap dat die gebieden zou beheren werd geleid door Stephen Mather, een zakenman en natuurbeschermer, en J. Horace McFarland. Met de hulp van journalist Robert Sterling Yard organiseerden zij een publiciteitscampagne bij het ministerie. Ze schreven verschillende artikels waarin ze de landschappen in de parken en de mogelijkheden voor onderwijs en recreatie aanhaalden. De campagne bleek succesvol en op 25 augustus 1916 gaf president Woodrow Wilson zijn goedkeuring voor de oprichting van de National Park Service. Stephen Mather werd de eerste directeur van het nieuwe agentschap.

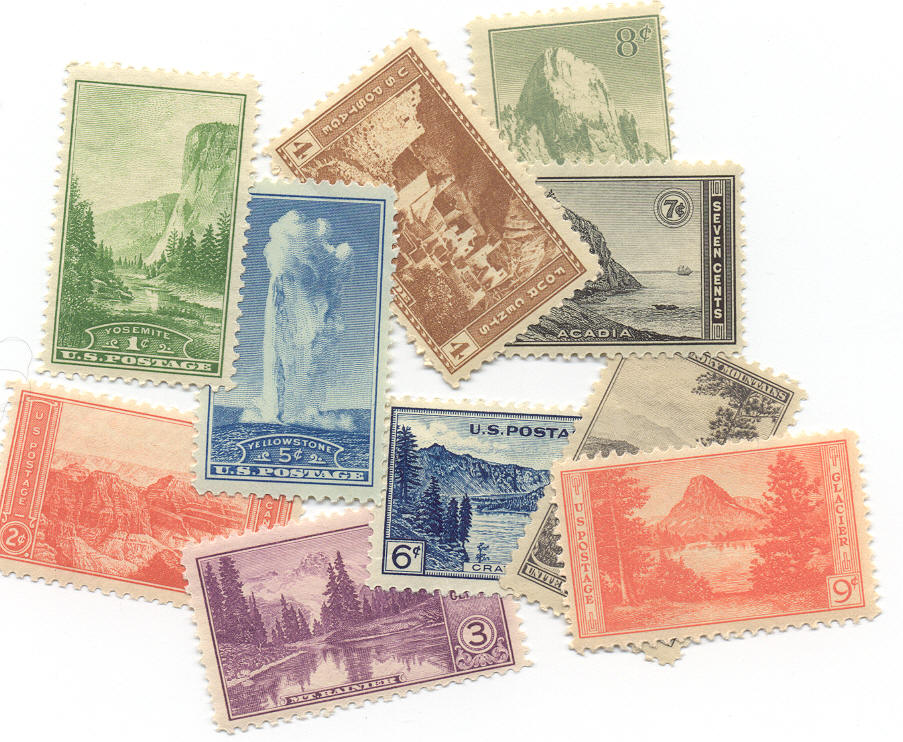
In 1934 werd er een reeks van tien postzegels uitgebracht om de hervorming en uitbreiding van de National Park Service te herdenken.

President Herbert Hoover ondertekende op 3 maart 1933 de Reorganization Act, een wet die de president de toestemming gaf om de uitvoerende macht van de Amerikaanse overheid te hervormen. Het was de volgende president, Franklin Delano Roosevelt, die er later dat jaar voor het eerst gebruik van maakte. Roosevelt zorgde ervoor dat de historische sites van de Amerikaanse Burgeroorlog, die tot dan door het ministerie van Oorlog beheerd werden, onder de jurisdictie van de National Park Service kwamen. Tegelijkertijd werden ook de nationale monumenten, daarvoor een onderdeel van het ministerie van Landbouw, en de parken in en rond de hoofdstad aan de National Park Service toegewezen.
In 1951 werd Conrad Wirth directeur van de Service en hij zorgde ervoor dat de bezoekersfaciliteiten in de parken aan de eisen van het publiek voldeden. Na de Tweede Wereldoorlog zagen de nationale parken een expansieve groei in bezoekersaantallen, wat de druk op de natuur en de bezoekersfaciliteiten opdreef. Om dat te verhelpen, startte Wirth met de steun van president Dwight D. Eisenhower in 1952 het Mission 66-programma, een tienjarig plan om de parkfaciliteiten verder uit te breiden en te vernieuwen voor de vijftigste verjaardag van de National Park Service.
In 1966, wanneer de Service vijftig werd, begon men er de nadruk op te leggen dat de parken toegankelijk moesten zijn voor zo veel mogelijk bezoekers. Directeur George Hartzog begon tevens met de creatie van National Lakeshores en National Recreation Areas, die veel bezoekers konden trekken en zo de druk op de eigenlijke nationale parken konden verlichten.

### Lijst van directeuren

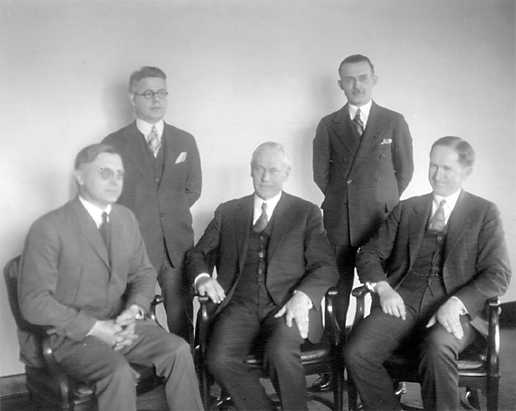
Stephen Mather, de eerste directeur, en zijn staf in 1927 of 1928

|            | Naam                  | Termijn           | Termijn          |
| Begin      | Naam                  | Einde             |                  |
| ---------- | --------------------- | ----------------- | ---------------- |
| 1          | Stephen Mather        | 16 mei 1917       | 8 januari 1929   |
| 2          | Horace M. Albright    | 12 januari 1929   | 9 augustus 1933  |
| 3          | Arno B. Cammerer      | 10 augustus 1933  | 9 augustus 1940  |
| 4          | Newton B. Drury       | 20 augustus 1940  | 31 maart 1951    |
| 5          | Arthur E. Demaray     | April 1, 1951     | 8 december 1951  |
| 6          | Conrad L. Wirth       | 9 december 1951   | 7 januari 1964   |
| 7          | George B. Hartzog jr. | 9 januari 1964    | 31 december 1972 |
| 8          | Ronald H. Walker      | 7 januari 1973    | 3 januari 1975   |
| 9          | Gary Everhardt        | 13 januari 1975   | 27 mei 1977      |
| 10         | William J. Whalen     | 5 juli 1977       | 13 mei 1980      |
| 11         | Russell E. Dickenson  | 15 mei 1980       | 3 maart 1985     |
| 12         | William Penn Mott jr. | 17 mei 1985       | 16 april 1989    |
| 13         | James M. Ridenour     | 17 april 1989     | 20 januari 1993  |
| 14         | Roger G. Kennedy      | 1 juni 1993       | 29 maart 1997    |
| 15         | Robert Stanton        | 4 augustus 1997   | januari 2001     |
| 16         | Fran P. Mainella      | 18 juli 2001      | 15 oktober 2006  |
| 17         | Mary A. Bomar         | 17 oktober 2006   | 20 januari 2009  |
| 18         | Jonathan Jarvis       | 24 september 2009 | 3 januari 2017   |
| waarnemend | Michael T. Reynolds   | 3 januari 2017    | 9 januari 2018   |
| adjunct    | Paul Daniel Smith     | 9 januari 2018    | heden            |

## Gebieden in het National Park System

### Nomenclatuur
De National Park Service hanteert meer dan twintig titels voor verschillende soorten eenheden, gaande van National Park tot National Historic Site.
| Onderverdeling                                                                                                 | Eenheden | Omvang      | Bezoekers   | Beschrijving |
| --- | -------- | ----------- | ----------- | --- |
| National Historical Park, National Historic Site en International Historic Site                                | 123      | 924 km²     | 34.407.217  | National Historic Sites (NHS) omvatten meestal één structuur, terwijl National Historic Parks (NHP) in de regel meerdere historische bouwwerken of sites omvatten.                                                                                             |
| National Lakeshore                                                                                             | 4        | 927 km²     | 3.728.821   | National Lakeshores beschermen en voorzien toerisme aan de oevers van grote meren. Indiana Dunes en Pictured Rocks werden in 1966 de eerste zulke gebieden. |
| National Memorial                                                                                              | 28       | 43 km²      | 30.559.258  | National Memorials omvatten bouwwerken of sites die opgericht zijn om een persoon of historische gebeurtenis te herdenken. Washington Monument is het oudste en waarschijnlijk herkenbaarste memorial.                                                         |
| National Military Park, National Battlefield Park, National Battlefield Site en National Battlefield           | 24       | 289 km²     | 8.360.261   | In deze eenheden worden gebieden die van belang zijn voor de Amerikaanse militaire geschiedenis beschermd. Military Parks zijn de sites van grootschalige militaire acties. Chickamauga and Chattanooga is het oudste militaire park.                          |
| National Monument                                                                                              | 74       | 8.206 km²   | 22.646.428  | Nationale monumenten (NM) beschermen één monument van cultureel of historisch belang of een natuurmonument. De Amerikaanse president kan een monument aanwijzen zonder het Congres te moeten raadplegen. Devils Tower was het eerste nationale monument.       |
| National Park                                                                                                  | 58       | 210.821 km² | 62.950.968  | Nationale parken (NP) zijn het bekendst. Ze beschermen het landschap, de natuur, het wildleven en de historische elementen in een relatief groot gebied en voorzien de gepaste toeristische voorzieningen. Yellowstone werd in 1872 het eerste nationaal park. |
| National Parkway                                                                                               | 4        | 718 km²     | 29.948.911  | National Parkways beschermen beroemde toeristische routes en delen van het omliggende land. |
| National Preserve en National Reserve                                                                          | 20       | 97.899 km²  | 2.956.325   | In National Preserves worden bepaalde hulpbronnen beschermd. Jacht, visvangst en soms ook mijnbouw worden er toegelaten. National Reserves zijn vergelijkbaar, maar hier kunnen lokale overheden het dagelijkse beheer op zich nemen.                          |
| National Recreation Area                                                                                       | 18       | 14.974 km²  | 50.645.414  | Oorspronkelijk waren National Recreation Areas (NRA) eenheden langs stuwmeren die door andere federale agentschappen aangelegd waren. Nu zijn er ook recreatiegebieden in grote steden.                                                                        |
| National River en National Wild and Scenic River and Riverway                                                  | 15       | 3.020 km²   | 5.999.161   | Deze eenheden omvatten rivieren en het omliggende land. Een Wild and Scenic River and Riverway wordt gevrijwaard van dammen, kanalen en andere wijzigingen door de mens.                                                                                       |
| National Scenic Trail, National Historic Trail, National Connecting and Side Trails en National Geologic Trail | 3        | 970 km²     | N/A         | Het National Trails System omvat wandelpaden die esthetische of historische waarde hebben. |
| National Seashore                                                                                              | 10       | 2.408 km²   | 17.920.507  | National Seashores omvatten een kustgebied, zorgen er voor natuurbehoud en voorzien er in recreatiemogelijkheden. Cape Hatteras was de eerste National Seashore.                                                                                               |
| Andere | 11       | 149 km²     | 11.156.670  | Bijvoorbeeld het White House en de National Mall. |
| Totalen | 392      | 341.279 km² | 320.309.151 | |